# Vestidor

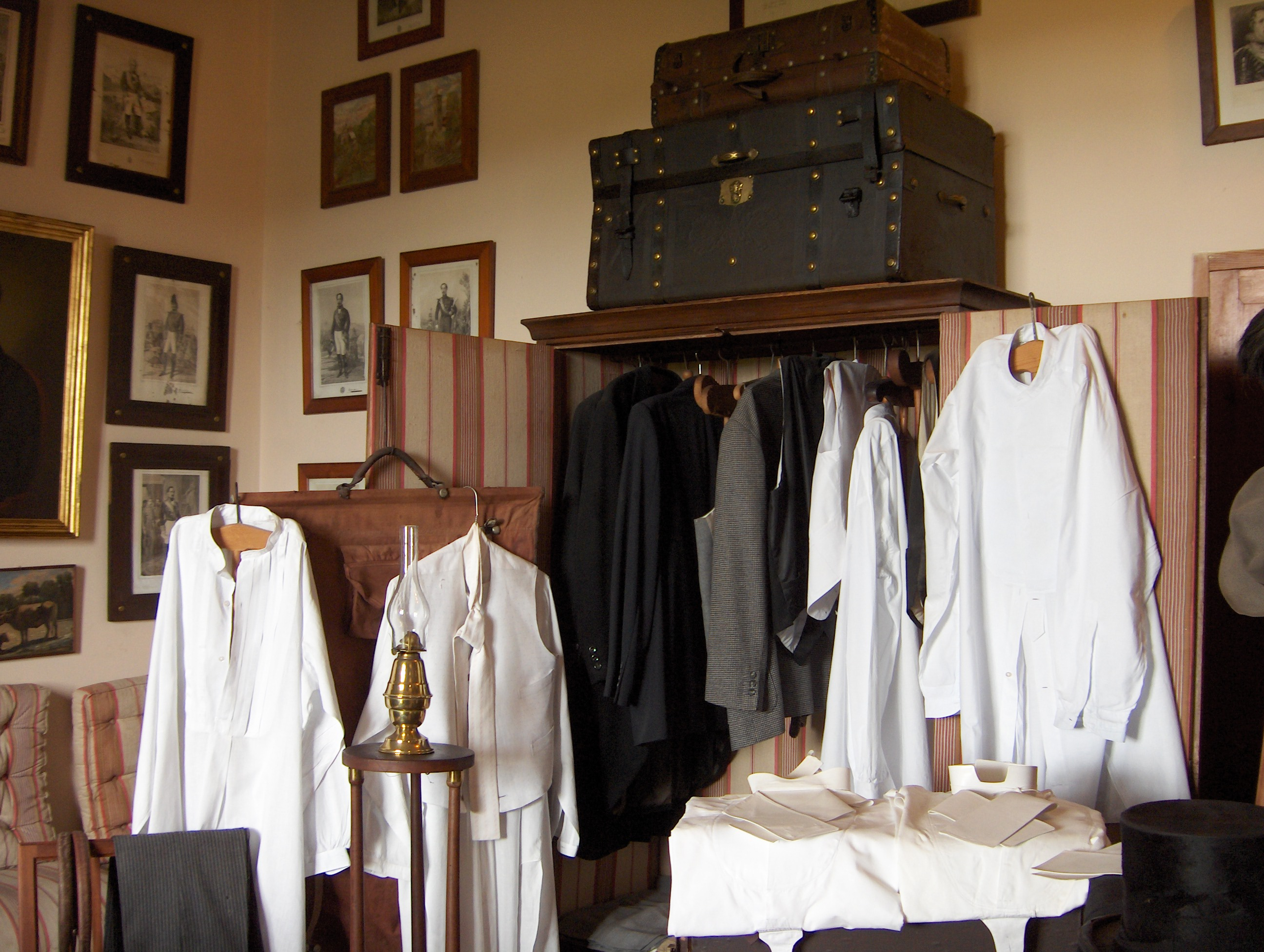
Antiguo vestidor

Se llama vestidor o vestier a la habitación ajena al dormitorio, o al aseo, en donde se guarda la ropa de forma ordenada y disponible para ser utilizada. Como su propio nombre indica, el vestidor es una estancia utilizada para cambiarse de ropa. 
En los vestidores se disponen armarios con varias dependencias para organizar los diversos tipos de ropa: zapatero para el calzado, barra de perchas para abrigos, trajes y vestidos, cajones para accesorios y ropa interior, etc. Otro de los elementos esenciales es el espejo y su correcta situación, pues determina la distribución de los otros muebles ya que ante él se desarrollará la actividad principal: vestirse.
Una de las ventajas que se otorga al vestidor, por su independencia, es permitir cambiarse sin molestar a las personas del dormitorio contiguo. Por el contrario, su principal inconveniente es la necesidad de contar con espacio suplementario en la vivienda.
La mejor situación del vestidor es entre el dormitorio y el cuarto de baño, pues posibilita su óptima utilización. 
Es una de las habitaciones de la vivienda que, por sus características de lógica privacidad, no suele disponer de ventanas. 